# دمسيسة دغلية
دمسيسة دغلية (الاسم العلمي:Ambrosia dumosa) هي نوع من النباتات تتبع جنس الدمسيسة من الفصيلة النجمية.